# Taxiphyllum papuanum
Taxiphyllum papuanum är en bladmossart som beskrevs av Fleischer 1923. Taxiphyllum papuanum ingår i släktet Taxiphyllum och familjen Hypnaceae. Inga underarter finns listade i Catalogue of Life.